# La Cocarde
Pour les articles homonymes, voir Cocarde (homonymie).
La Cocarde est un quotidien nationaliste français fondé en 1888 en soutien au général Boulanger et qui sera publié jusqu'en 1907. Il fut dirigé par Maurice Barrès entre septembre 1894 et mars 1895.

## Description
La Cocarde, dont le titre fut trouvé par Séverine, était d'abord un journal boulangiste dirigé successivement par Georges de Labruyère, Mermeix (avec René Le Hérissé pour directeur politique), André Castelin puis Édouard Ducret, mais l'auteur des Déracinés en fit une revue politique qui se voulait à la fois nationaliste et socialiste. « Il était révolutionnaire et conservateur, nationaliste et insurgé », en dira plus tard Charles Maurras.
Les principaux collaborateurs de la revue étaient les écrivains René Boylesve, Camille Mauclair, Charles Maurras et Frédéric Amouretti (ces deux derniers étaient alors associés au Félibrige de Frédéric Mistral et à l'École romane du poète Jean Moréas) et des syndicalistes révolutionnaires comme Pierre Denis, Fernand Pelloutier, Augustin Hamon ou Paule Minck. Parmi les collaborateurs, on compte également Daniel Kimon.
D'horizons politiques très différents, ces contributeurs prirent rapidement des voies différentes, notamment lors de l'Affaire Dreyfus. La Cocarde illustre bien l'existence, au tournant du siècle, de multiples convergences entre extrême gauche et extrême droite : critique de la démocratie et du républicanisme, activisme, nationalisme, revanchisme… C'est ce dont témoignent, quelques années plus tard, les rapports entre les monarchistes de l'Action française (Georges Valois, en particulier) et les syndicalistes révolutionnaires (Georges Sorel, le Cercle Proudhon).
Au début du XXe siècle, sous la direction de Marc Lapierre, la ligne éditoriale de La Cocarde était ouvertement antisémite, mais ce support le fut bien avant, de fait, dès sa conception.